# فينانسيو أنطونيو مورين
فينانسيو أنطونيو مورين (بالإسبانية: Venancio Antonio Morin)‏ هو عسكري وسياسي فنزويلي، ولد في 1 أبريل 1843، وتوفي في 28 سبتمبر 1919. انتخب عضو مجلس نواب فنزويلا.